# Vague de froid de l'hiver 1956 en Europe et au Maghreb
L'hiver 1956 fut un hiver marqué par une vague de froid et des records de températures négatives dans l'hémisphère Nord (et encadré par deux hivers également marqués par des records de froid dans l'hémisphère Sud), tout particulièrement en Europe occidentale. Il est caractérisé par des chutes de neige importantes et des records de froid dans de nombreuses régions, notamment en France métropolitaine. On estime le nombre de morts à environ 1 000 à travers l'Europe.

## L'arrivée du froid

### Conditions générales en Europe
Le 21 janvier 1956, un très puissant anticyclone (1 055 hPa) s'était installé au sud du Groenland, et un autre (1 040 hPa) était présent en Sibérie ; au même moment, une dépression prononcée (moins de 960 hPa) était présente en Norvège, et une autre plus faible (1 005 hPa) sur la Méditerranée orientale. Il en résulta un important apport d'air arctique sur l'Europe, d'abord du Nord et de l'Est, puis de plus en plus vers le sud et l'ouest,.
La vague de froid avait commencé le 30 janvier 1956 sur la Pologne et le nord de l'Allemagne, l'anticyclone étant à 1 045 hPa sur la Suède. En France, la vague de froid arriva le 1er février 1956 dans les régions du Nord-Est (Alsace, Ardennes) où l'on a relevé jusqu'à −20 °C (alors que pendant ce temps, une température de −28 °C était enregistrée à Moscou).

### Arrivée du froid en France
La fête de la Chandeleur a lieu le 2 février, mois le plus court et pour lequel un dicton populaire dit que « À la Chandeleur, l'hiver se meurt ou prend vigueur »,,.
Ce dicton fut vérifié de manière éclatante le 2 février 1956 : une chute extrêmement brutale des températures se produisit sur toute la France après un mois de janvier exceptionnellement doux.
L'arrivée du froid le jour de la Chandeleur a beaucoup de traits communs avec l'arrivée du froid le jour de l'Épiphanie qui marqua le début du Grand hiver de 1709. Un front froid de retour balaya la France qui fut le prélude d'une vague de froid destinée à durer.
Le mauvais temps fut initié par une advection d'air arctique continental provenant de l'Europe de l'Est. Cette masse d'air arctique buta sur les Alpes et engendra la formation d'une dépression dynamique sur le golfe de Gênes, conséquence du théorème de conservation du tourbillon potentiel,.
Les froids furent vifs, les températures minimales du 2 février 1956 furent à Paris −14 °C, à Lyon −15 °C et même à Marseille −11 °C. La température minimale à Nice ce jour-là ne fut que −2,6 °C. Cette relative « douceur » explique les chutes de neige abondantes sur la Côte d'Azur.

### Arrivée du froid sur le sud-est de la France
À Lyon, le froid commença à s'installer le 1er février où la température minimale fut de −10 °C et le maxima seulement −4,8 °C,.
Ce 1er février 1956, un faible flux de nord-ouest balayait la Provence et des températures fraîches de l'ordre de −3 °C étaient présentes sur le Centre-Var (région de Brignoles). À Saint-Raphaël, la température minimale fut de +3,9 °C.
Le 2 février au matin, le radiosondage de Nîmes montre qu'à bas niveau (jusqu'à 1 500 m), une masse d'air arctique avait envahi la région, une couche isotherme se situait entre 1 500 m et 3 000 m. Au-dessus, de l'air polaire résiduel restait jusqu'à la tropopause qui s'était abaissée à 6,4 km. Le réchauffement de l'air stratosphérique était de 15 K. Cette configuration est un cas d'école pour du très mauvais temps sur la mer Méditerranée. En effet, une masse puissante d'air arctique eut envahi la France; elle se bloqua sur les Alpes. D'après le théorème de conservation du tourbillon potentiel, il se forma une dépression dynamique sur le golfe de Gênes,,,.
Par conséquent ce jour-là, un mistral violent (de direction nord ouest) soufflait sur Marseille
alors qu'il tombait 35 cm de neige à Vence.
Ainsi Guillaume Séchet raconte : « "Le 2 février, en s’engouffrant dans la vallée du Rhône, l’air glacial déclenche un mistral d’une extrême violence avec des rafales de 180 km/h à Istres et 160 km/h à Orange ».
À l'aéroport de Marignane, aucunes précipitations ne se produisirent, tandis qu'au centre ville de Marseille, des chutes légères de neige se produisirent.
À Toulon, le ciel était dégagé jusqu'à 5 h 50 et brutalement des cirrus apparurent dans le ciel suivis d'un nimbus. Des chutes de neige modérées se produisirent et il tomba 5 cm de neige. Celles-ci cessèrent à 09:30. La mer à 10 °C se mit à « fumer » et un brouillard d'advection se forma. Le vent était de secteur ouest-nord-ouest de 14 nœuds à 24 nœuds. La température minimale fut de −9 °C à 4 h 55. Donc, lorsque le temps se couvrit et la neige se mit à tomber, la température remonta.
À Saint-Raphaël, la température minimale fut de −7,8 °C et de très faibles chutes de neige se produisirent entre 4 h 45 et 7 h 15. Le total cumulé fut de seulement 1 cm.
En Provence orientale, les chutes de neige furent plus abondantes sur la Côte, comme mentionné supra, il tomba 35 cm de neige à Vence, 31 cm de neige à Antibes. À Nice, il tomba 10 cm de neige épaisse,.
Par contre à Peïra-Cava à 1 500 m d'altitude au pied du Massif du Mercantour dans le Comté de Nice, il ne tomba que 15 cm de neige. Les chutes de neige furent aussi très faibles sur la Riviera où il ne tomba que 2 cm de neige à Monaco et Menton.
À Lyon, la température minimale chuta à −15,4 °C le 2 février. Le maximum fut seulement −12,7 °C ce jour-là,. Le temps commença alors à se « radoucir » vu que le lendemain, le minimum ne fut que de −12,4 °C et le maximum de −3,8 °C,.

## L'installation du froid sur l'Europe

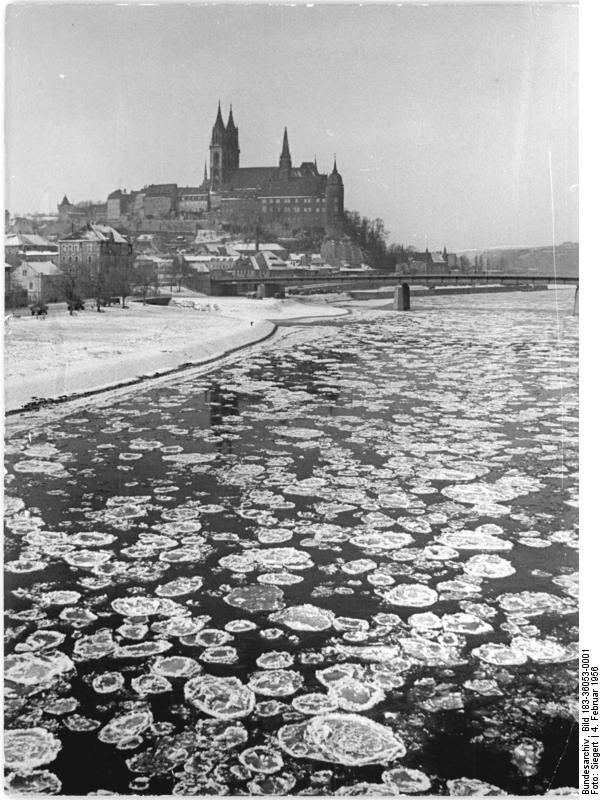
L'Elbe charriant des glaçons le 4 février.

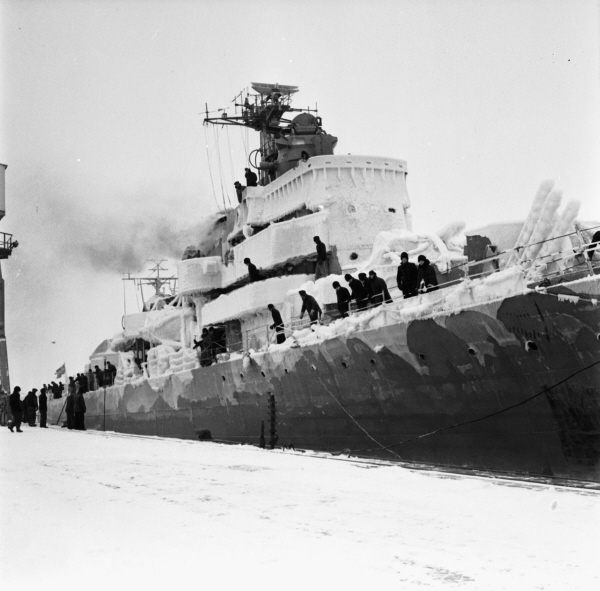
Le destroyer suédois HMS Uppland couvert de glace.

### En Suède
La Suède fut isolée du reste du monde par la Baltique qui encercla le pays d’une épaisse ceinture de glace.

### En Allemagne
Même situation dans le port de Hambourg, où des cargos durent patienter plusieurs semaines avant de pouvoir repartir.
Dans le sud, le Danube était entré en crue en janvier 1956, et n'était pas encore descendu : le gel se déclara sur 1,5 mètre d'épaisseur dans les rues des villes riveraines.

### AuxPays-Bas
La côte hollandaise fut également gelée, et cinq passagers d’un bateau de pêche restèrent prisonniers des glaces pendant quatre jours.

### En Suisse
La température moyenne du mois fut de -7.8 degrés à Genève, de -9 degrés à Bâle et de -8.9 degrés à Zürich, soit de 10 à 12 degrés sous les normes.
À Bâle, le minimum absolu fut atteint le 10 février et fut de −22,0 °C.
Le 10 février encore, le minimum absolu du mois à Zurich fut atteint, il fut de −23,3 °C.
À Genève, la température s'abaissa à −20 °C le 15 février,
(du jamais vu depuis le 21 décembre 1859, où le thermomètre avait atteint les -23.3 degrés). Plus exceptionnel encore, la température maximale ne dépassa pas les −15,0 °C degrés le 10 février, le minimum ce jour « ne fut que de » −17,2 °C,.
Ceci eut pour conséquence le gel complet du petit lac.

### En France
Dès le 2 février, toute la France subit la vague de froid : il faisait −20 °C à Paris et la Seine fut entièrement gelée. Au sud, les températures furent moins basses, toutefois d'importantes chutes de neige se produisirent : 31 centimètres de neige à Antibes, par exemple. Il y eut des congères de 1 à 1,5 mètre de haut à Saint-Tropez. On estima le nombre de morts dus au froid en France à 150. Cependant Guillaume Séchet et Emmanuel Le Roy Ladurie affirment que cette vague de froid aurait fait 12 000 morts en France,.
Toutes les régions françaises furent concernées, avec environ 95 % des fleuves et rivière pris par l'embâcle :
- La moyenne des températures a été de −3,5 °C à Paris (−7,2 °C la nuit et 0,3 °C la journée) avec un minimum à −14,7 °C.
- À Lyon, le froid s'est encore fait plus ressentir que dans la capitale, avec une moyenne de −6,7 °C (−10,7 °C la nuit et −2,6 °C en journée) et un minimum de −21,4 °C. Le lac du parc de la Tête d'or gela entièrement, ainsi que la Saône[41].
- À Strasbourg, les 160 aiguillages de la gare de chemin de fer gelèrent[42].
- Sur les bords de la mer Méditerranée, à Sète, on a relevé 5 journées où les températures étaient restées négatives toute la journée avec un minimum à −12 °C le matin du 10 février. Dans l'ensemble de la Provence, on estime que 5 millions d'oliviers gelés ont dû être coupés[43].
- Le 4 février, des précipitations accumulèrent entre 60 et 120 centimètres de neige en Normandie[39].
- À Bordeaux, à partir du 20 février de grosses chutes de neige se produisirent (environ 80 cm) et des bulldozers durent être employés pour dégager les rues[44],[25].

On releva des températures extrêmement basses :
- −32 °C à Sarreguemines[24],
- −28 °C à Bretenoux, dans le Lot, où les platanes éclatèrent à cause du gel[45],
- −24,8 °C à Nancy[46],[24],
- −23,3 °C à Le Puy[47],
- −23,2 °C à Metz[48],[24],
- −22 °C à Agen[24],
- −20 °C à Aix-en-Provence[24],
- −19,2 °C à Toulouse[49],[24] où la Garonne et le Canal du Midi avaient gelé,
- −16,8 °C à Marseille[50],[24], où les fontaines du Parc Longchamp furent entièrement gelées, ainsi que l'étang de Berre et le Petit-Rhône, le Vieux-Port (surtout le bassin de Carénage) était gelé[51],
- −16,7 °C à Montpellier[47],
- −15,2 °C à Bordeaux[52],[44], où d'énormes chutes de neige survinrent fin février : 80 cm à Bordeaux[44], 1 mètre à Arcachon,
- −12 °C à Saint-Raphaël[17],
- −5 °C à Bastia[5],[24].

Ce mois de février fut en France le mois le plus froid du XXe siècle.

#### En France du sud-est
Le sud-est de la France fut touché par 3 vagues de froid successives qui eurent lieu les 1 et 2 février, du 10 au 13 février et finalement du 19 au 21 février. L'acmé de la vague de froid se produisit le 12 février. La vague de froid se termina vers le 22 février où une ligne d'orages violents de neige frappa la région. Ces orages eurent parfois un caractère tornadique. Des chutes de neige résiduelles se produisirent encore le 23 février et le temps printanier revint le 26 février. Ainsi, la glace resta au sol pendant 20 jours à la villa Thuret à Antibes. Le minimum minimorum dans le département du Var fut atteint à Pourrières avec −23,5 °C qui est très proche du mimum minimorum du Puy voire de Zurich !

#### État de l'atmosphère
Lors de la 2e vague de froid, à Nîmes, la couche d'air arctique s'étendait du sol jusqu'à 1 300 m et la différence de température était de 10 K à 15 K, une couche frontale active d'épaisseur de 500 m se trouvait au-dessus. Jusqu'à 7 000 m il y avait une couche d'air « polaire » de retour plus chaude qui était presque saturée dans toute la hauteur. On était donc en présence de « Mistral noir » surmonté d'un nimbostratus épais qui engendra des neiges abondantes sur la région de Saint-Raphaël,. Les chutes de neige correspondaient à un refroidissement et non à un redoux comme il est habituel. Les chutes de neige frappèrent le littoral de la Côte d'Azur, épargnèrent les montagnes au nord, et la Provence à l'ouest, où soufflait un mistral violent. Le nimbostratus précité devait probablement contenir des cellules convectives car le gradient de température {\displaystyle {\partial T \over \partial z}} devint plus élevé au-dessus de la mer tiède (sa température était de l'ordre de 12 °C). Ce phénomène démontre les limites du modèle norvégien des fronts.
Lors de la 3e vague de froid, la couche d'air arctique s'étendait du sol jusqu'à 1 200 m. Une zone de transition s'étendait jusqu'à 3 000 m. Jusqu'à 7 000 m il y avait une couche d'air « polaire » de retour plus chaude. Le 21 février, la dépression du golfe de Gascogne se déplaça vers l'est dans le golfe du Lion. D'après la loi de Buys-Ballot, le vent au sol devient alors de secteur sud-est. La masse d'air arctique fut donc rejetée à l'arrière de la dépression vers l'ouest. En conséquence l'air « polaire » de retour qui était chaud et humide descendit jusqu'au sol et donc créa une instabilité de l'atmosphère. Un front chaud de retour se forma : il se déplaça de l'est vers l'ouest. Cela fut la fin de la vague de froid dans la région.
Les relevés de température de la Côte d'Azur pour le mois de février 1956 sont donnés dans l'article de Dugelay. On note que février 1956 fut particulièrement clément à Menton où le minimum minimorum ne fut que de −4 °C le 15 février.

#### Conditions au jour le jour
La vague de froid du 2 février fut brève. La situation s'améliora dans la région lyonnaise avec des gelées moins fortes. Le dégel s'amorça en Provence.
Un front neigeux rétrograde se déplaçant lentement frappa la Côte d'Azur à partir du 9 février. Il commença à neiger le 9 février à 19:00 à Menton, à 22:00 au Cap Ferrat et à 01:00 à Nice le lendemain. Après liquéfaction, les précipitations s'élevèrent à 21,4 mm à Monaco, 42 mm au Cap Ferrat et seulement 2 mm à Antibes. Il frappa Saint-Raphaël un peu plus tard (cf infra).
À Lyon, le 10 février la température s'effondra à −17,5 °C. À Genève, le 10 février, une bise violente s'établit avec des températures glaciales (voir supra). Concomitamment dans la nuit du 9 au 10 février, une tempête de mistral se déchaîna avec des pointes de 140 km/h à Marignane. Des journées frigides eurent lieu à Marseille du 10 au 12 février avec le minimum de −16,8 °C atteint le 12 février à l'aéroport.
À Toulon le temps fut d'abord très nuageux à nuageux jusqu'au 6 février. Puis le temps devint ensoleillé jusqu'au 9 février avec des vents modérés de secteur ouest à est. Soudain tôt le matin à 03:30 le 10 février à Toulon, une redite du 2 février se produisit. Le ciel se couvrit par stratocumulus et fractostratus. Un orage se produisit au loin vers le sud-est à 05:05. La température était glaciale et le minimum de −8,8 °C fut atteint à 07:15. Le vent était modéré de secteur ouest à ouest-nord-ouest de 12 nœuds à 14 nœuds. De faibles chutes de neige intermittentes se produisirent le 11 février. Il ne tomba que 2 cm de neige à Toulon.
À Saint-Raphaël, il neigea abondamment les 10 et 11 février. Il tomba respectivement 40 cm et 20 cm. Il tomba 60 cm de neige à Sainte-Maxime et 70 cm au Cap Camarat. Il tomba jusqu'à 80 cm de neige localement. Le minimum de température fut atteint le 12 février avec −12,0 °C,.
Au Luc, les minima de température restèrent au-dessous de −10 °C du 10 au 13 février. Le record fut atteint le 12 février où il fit −17,0 °C,. Une chute de neige abondante se produisit le 10 février de 52 cm et le 11 février après-midi, il tomba 4 cm supplémentaires.
Dans les Alpes maritimes  les chutes de neige furent très irrégulières. À Monaco, il tomba 31 cm de neige, à Peïra-Cava, il tomba 76 cm de neige alors qu'à Saint-Martin-Vésubie, au pied du Massif du Mercantour, il ne tomba que 14 cm.
Il ne tomba que 14 cm de neige à Breil-sur-Roya. Le minimum de température à Cannes fut atteint le 12 février et fut de −8,6 °C et de même le 12 février à Nice et il fut de −4,6 °C. Pour Menton le minimum fut atteint le 15 février (−4,0 °C).
On remarque donc qu'en règle générale, le jour le plus froid sur la côte méditerranéenne fut le 12 février.
Une dépression sur la mer du Nord formée le 12 février engendra une perturbation neigeuse qui balaya la France le 13 février. Le 13 février, une chute de neige appréciable se produisit sur Lyon alors pendant que le reste du mois les précipitations ont été faibles sur la région lyonnaise ; il ne tomba que 10 cm de neige sur Lyon ce jour-là. Le front froid se bloqua sur les Alpes et ainsi, une tempête de mistral se déclencha le 14 février qui balaya la neige poudreuse tombée auparavant. Ainsi, À Saint-Tropez, il se forma des congères de 1 à 1,5 m de haut qui bloquèrent la ville. En même temps, le ciel se dégagea rapidement et devint clair et lumineux vers Saint-Tropez. Cependant, à Nice, il tomba encore un peu de neige (4 cm) le 14 février. Ce jour-là, les cartes météorologiques montraient à la surface une dépression étirée sur le sud de l'Italie ; et à 500 hPa un creux barométrique de 508 dam dans la région de Salzbourg avec un anticyclone sur le nord du Massif central.
À Lyon, le record de froid fut atteint le 15 février où il fit −21,4 °C,,.
Plus tard, les hautes pressions continentales s'affaiblirent et il se forma une dépression centrée sur l'Afrique du Nord le 16 février. D'après la loi de Buys-Ballot, un flux d'est-sud-est se forma en Provence qui entraîna un redoux relatif : il fit +3 °C à Toulon.
La dernière salve de mauvais temps arriva par le nord de l'Italie le 19 février. Dans le sud-est de la France, le temps était brumeux mais ensoleillé et dans la nuit qui suivit, il neigea à nouveau et il tomba 25 cm de neige à Saint-Raphaël. Cependant, la température minimale à Toulon le 19 février ne fut que de −4 °C. Il neigea encore au Luc et à Saint-Raphaël où il tomba encore 15 cm de neige supplémentaires, le 20 février. Il tomba 23 cm de neige à Cannes, 10 cm à Menton. Il tomba 70 cm de neige à Peïra-Cava tandis que juste en dessous, il ne tomba que 7 cm à Lantosque. Il tomba 85 cm à Saint-Auban, et 70 cm à Bouyon.
Une dépression se forma sur la Bretagne le 20 février qui glissa vers le golfe de Gascogne. Elle se glissa vers l'est à travers le seuil de Naurouze vers le golfe du Lion. D'après la loi de Buys-Ballot, un flux tempétueux d'est-sud-est s'établit. Un flux rétrograde se forma qui frappa d'est en ouest. Une ligne d'orages de neige se forma. Un vent violent d'est de 50 nœuds se leva à 03:55 à Saint-Raphaël juste avant un orage qui frappa la ville de 04:00 à 06:20. Il frappa ensuite Toulon le 21 février à partir de 11:00. En certains points, la profondeur de la couche neigeuse atteignait 80 cm. Les pointes de vent furent de 30 à 35 nœuds. Il se produisit localement des phénomènes assimilables à une tornade qui arrachèrent les toits et brisèrent les poteaux et arbres,.
Le temps revint progressivement à la normale. Le 22 février, il fit +8 °C à Toulon alors qu'il gelait encore à l'intérieur. Le temps devint ensoleillé à Toulon le 26 février où il fit 14,6 °C et jusqu'à 15,6 °C le 29 février.

### En Italie
En Italie, dès le 1er février 1956, il faisait −15 °C dans la vallée du Pô. La neige tomba pendant cent heures consécutives sur certaines régions, des centaines de villages avaient été isolés, et des chômeurs affamés manifestèrent dans le sud (la couche de neige avait atteint 40 cm près de Naples, et la température était descendue jusqu'à 0 °C à Palerme).

### En Espagne
Dans les Pyrénées espagnoles, au pied du Cylindre du Marboré, au bord du Lac glacé du Marboré, une température de −50 °C fut enregistrée. Dans les Îles Baléares, des températures négatives ont été mesurées : −3,5 °C à Palma de Majorque, −10 °C à l'aéroport et −13,5 °C au monastère de Lluc.

### Au Portugal
La vague de froid atteignit le Portugal du 3 au 8 février ; puis, dans les nuits du 11 et du 12 février, les températures les plus faibles ont été observées : jusqu'à −16 °C à Penhas da Saúde ; l'ensemble du territoire continental portugais était alors plongé dans des températures inférieures à zéro, à l'exception du Cap Carvoeiro et de Sagres (le point le plus méridional du pays).

### En Afrique du Nord
Cette vague sibérienne exceptionnelle s’étendit jusqu’à l’Afrique du Nord. Oran et Philippeville furent recouverts d'une épaisse couche de neige, des minima inférieurs à 0 °C ont été enregistrés en bord de mer à Tanger, au Maroc.

## Dégâts sur la végétation
Dans la période précédant la vague de froid, les conditions avaient été extrêmement clémentes avec de très nombreuses pluies. Dans le sud de la France, la végétation avait commencé à redémarrer et donc la sève avait commencé à monter.
Il existe un dicton qui dit
- «Il vaut mieux voir un voleur dans son grenier; Qu'un laboureur en chemise en janvier »[72].

Comme les températures avaient été très douces durant ces les mois de décembre et janvier précédents, ce dicton fut vérifié car cette douceur fut suivie d'une grosse vague de froid qui fit des dégâts substantiels sur la végétation. En effet, la végétation dans le sud-est avait commencé à redémarrer. Les dégâts furent aggravés par la concomitance de chutes de neige substantielles, de violent mistral et froids vifs.

### Gel des oliviers

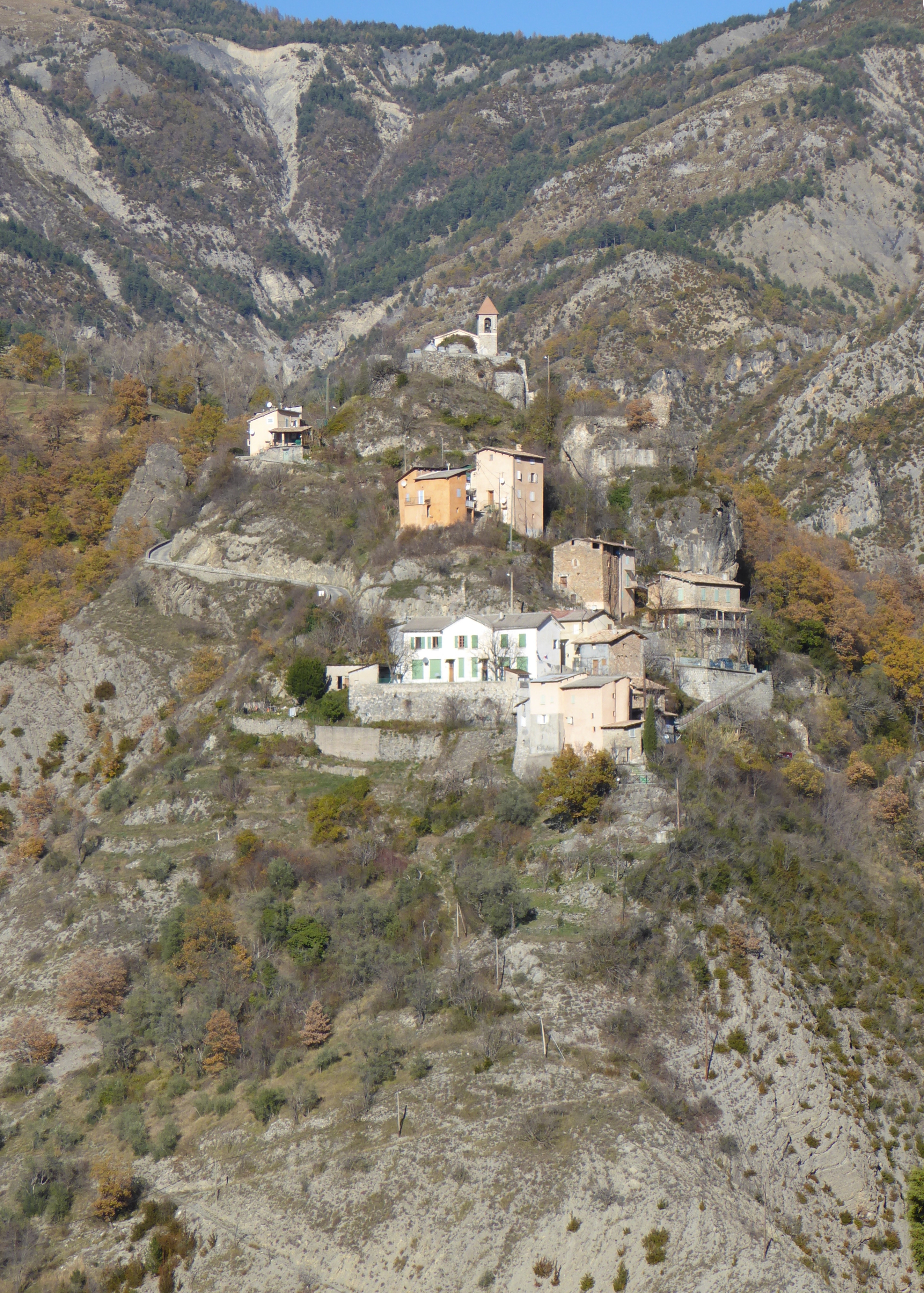
Le village de Daluis avec quelques oliviers abandonnés en contrebas qui sont un reliquat du gel de 1956.

Le domaine de culture de l'olivier recula significativement car les oliviers qui avaient le plus souffert étaient à la limite supérieure de leur domaine de culture. Ainsi, à Mas-Cabardès dans la Montagne Noire, les oliviers étaient autrefois cultivés et il y avait 2 800 pieds sur le territoire de la paroisse avant la Révolution. Ces oliviers périrent tous  lors du grand hiver de 1709, ils furent replantés et gelèrent à nouveau en 1956 et ne furent pas replantés,. Les champs d'oliviers ont été remplacés par des bois de chênes verts.
Sur la Côte d'Azur, les oliviers ne furent pas touchés sur la bande littorale allant de Menton à Cannes, dans l'arrière pays immédiat où Dugelay affirme que les gelées n'eussent été que de −4 °C à −5 °C, les oliviers n'eurent que quelques feuilles roussies.
Dans le département des Alpes-Maritimes, les oliviers furent aussi touchés. Cependant, seulement 2,5 % des oliviers périrent. Plus de 50 % des oliviers survécurent sans gros dommages, environ 20 % des oliviers durent subir une taille plus ou moins sévère et d'autres oliviers (8 %) repartirent à partir du pied après coupure à la base de l'arbre (recépage).
Dans le Comté de Nice, les oliviers étaient cultivés jusqu'à 800 m d'altitude en adret. Ces oliveraies furent sévèrement touchées et la culture de l'olivier régressa. Ainsi, il y avait des oliviers cultivés à Daluis (750 m d'altitude assez au nord), à La Croix-sur-Roudoule (870 m d'altitude), à Rimplas (850 m d'altitude) etc. Ces oliviers furent sévèrement touchés. Cependant dans le basses vallées du Comté de Nice, les oliviers ne furent que peu touchés comme à L'Escarène, Sospel ou Breil.
En Provence orientale, les températures étaient de l'ordre de −5 °C et les oliveraies de Saint-Cézaire et Cabris furent durement touchées. En se déplaçant vers l'ouest dans le département du Var, les dégâts furent nettement plus sévères à cause des températures atteignant −24 °C comme à Pourrières, et certains oliviers ayant déjà subi une montée de sève furent intégralement gelés et eurent l'écorce de leur tronc éclaté laissant le bois à nu. Jean-Marc guillon écrivit que : « Les oliviers éclatent sous l'effet du gel, car la sève a commencé à monter. La plupart - soit aux alentours de cinq millions dans la région - devront être coupés. Beaucoup seront abandonnés. ». En fait comme énoncé supra, le département des Alpes-Maritimes a été dans l'ensemble épargné.
Le mois de mars fut relativement frais et pluvieux ce qui aida grandement la végétation à repartir. Ainsi, certains oliviers qui avaient perdu leur feuillage, reformèrent des bourgeons vers les mois de mai-juin et repartirent d'eux-mêmes.

### Gel des amandiers
Dans les vergers du Midi, ce fut l'hécatombe pour les amandiers, qui n'ont pas été replantés ensuite. La plupart des propriétaires ont replanté autre chose, car l'amandier était une culture secondaire, sensible aux maladies et à faible rendement. Une des conséquences, encore aujourd'hui, c'est que la frangipane à base d'amandes françaises a quasiment disparu.

### Gel des agrumes
Les citronniers dans la région de Menton ne furent pas touchés. Les orangers et mandariniers n'ont pas été touchés dans la région de Menton jusqu'à 150 m d'altitude, et les feuilles ne gelèrent qu'au-dessus de cette limite. À Nice et à Cannes, de nombreux arbres (orangers et citronniers) périrent ou furent fortement endommagés et certains purent repartir par recépage du pied. Au Bar-sur-Loup les orangers jadis utilisés par l'industrie de la parfumerie de Grasse avaient particulièrement souffert. Guillaume Séchet affirma que « Certaines plantations seront d’ailleurs anéanties à jamais, comme les orangers de la vallée du Loup, près de Grasse. »

### Les chênes verts
Comme les chênes verts sont autochtones en  Provence, ceux-ci ont très peu souffert du gel nonobstant des températures de −17 °C à −20 °C. Les cas de troncs éclatés par le gel furent très rares et même si les feuilles avaient roussi et étaient tombées, de nouveaux bourgeons se formèrent et les arbres repartirent normalement. Seuls quelques arbres malades moururent.

### Les pins d'Alep
Les pins d'Alep ont nettement plus souffert que les chênes verts. Même dans la Riviera où il n'a pratiquement pas gelé, les arbres ont été durement touchés par le vent en bordure de mer du Cap Martin au Cap d'Antibes. Dans les basses vallées du Comté de Nice, les aiguilles furent roussies sans avoir le degré de gravité du gel dans le département du Var. En limite septentrionale de l'aire du pin d'Alep les dégâts ont été particulièrement sévères. Par exemple, à Salernes ou au Beausset, la moitié des arbres ont été tués. En particulier ces pins n'avaient pas pu bénéficier du mois de mars humide pour récupérer.